# Masada
Masada o Massada (del grec antic Μασάδα o llatí Masada; en hebreu מצדה,  Metsadà (?·pàg.), derivat de מצודה, metsudà, "fortalesa") és una antiga fortificació al Districte sud d'Israel, situat dalt d'un altiplà de roca aïllada (similar a una taula) a l'extrem oriental del desert de Judea, amb vistes al Mar Mort. Està inscrit a la llista del Patrimoni de la Humanitat des de 2001.

## Història
Fou una fortalesa d'Israel esmentada per Estrabó i Plini el Vell i ben descrita per Flavi Josep. Era en una roca al mig d'una plana formada per valls per tots els costats. La fortalesa fou primerament establerta pel gran sacerdot Jonatan però qui realment la va fer fou Herodes el Gran, que la va construir com a fortalesa per a ell mateix en cas de revolta o en cas de ser expulsat per Marc Antoni, al qual Cleòpatra VII li reclamava Judea. El 40 aC quan fou expulsat a Jerusalem per Antígon i els parts, Mariamne, la dona d'Herodes, i altres familiars, van romandre a la fortalesa, que fou assetjada pels parts, i quan estava ja a punt de rendir-se per manca d'aigua, la pluja va reomplir les cisternes i va poder resistir fins al retorn d'Herodes.
Durant la revolta jueva fou ocupada per Menahem, fill de Judes el Galileu, un dels caps dels sicaris, que se'n va apoderar a traïció i va matar la guarnició romana; després va passar a la facció extremista rival dirigida per Eleazar; després de la caiguda de Jerusalem els zelots més fanàtics es van refugiar allí i era l'única que resistia quan Flavi Silva va substituir Bassus com a prefecte de Judea (any 73). Silva va fer rodejar la fortalesa amb un mur i va construir una torre d'assalt enfront a una torre que guardava l'accés a la fortalesa. Finalment la fortalesa fou assaltada i ocupada però els defensors s'havien suïcidat tots (un total de 960 persones). Es van salvar una dona vella, una dona parenta d'Eleazar i cinc nens que van explicar als romans el que havia passat.